# لوکس (کانزاس)
لوکس (به انگلیسی: Lucas) شهری در ایالت کانزاس کشور ایالات متحده آمریکا است که جمعیت آن در سرشماری سال ۲۰۱۰ میلادی، ۳۹۳ نفر بوده‌است.